# Internationale Transgender Gedenkdag

Symbool van transgenders

De Internationale Transgender Gedenkdag alias Transgender Day of Remembrance (TDoR), vindt jaarlijks plaats op 20 november. Op deze dag wordt stilgestaan bij de honderden mensen die zijn vermoord als gevolg van transfobie en aandacht gevraagd voor het geweld tegen transgender mensen.
De internationale transgender gedenkdag is in 1999 bedacht door Gwendolyn Ann Smith, een transgender die onder andere columnist is. De eerste bijeenkomst werd georganiseerd om de moord van Rita Hester te herdenken. Sindsdien is het initiatief uitgegroeid tot een bijeenkomst die jaarlijks plaatsvindt in zo'n 185 steden in meer dan 20 landen.
Op de gedenkdag wordt vaak de nadruk gelegd op het verband tussen transfobie en de huidskleur en sociale klasse van transgenders. Vooral in de Verenigde Staten vindt geweld disproportioneel vaak plaats tegen zwarte transgenders.

## Nederland
Ook in Nederland is er geweld tegen transgenders Uit een onderzoek van Transgender Netwerk Nederland gepubliceerd op 1 november 2015 naar veiligheid en transgenders in de openbare ruimte in Nederland bleek dat maar liefst 43 procent van de respondenten te maken had gehad met geweld in de periode van een jaar. De Transgender Gedenkdag vindt elk jaar plaats in een andere stad in Nederland. In 2018 was dat Lelystad, in 2017 Zwolle, in 2016 Amsterdam, in 2015 Den Haag, in 2014 Maastricht en in 2013 Nijmegen.